# Jose Clarin
Jose A. Clarin (Tagbilaran, 14 december 1879 - 2 juni 1935) was een Filipijns politicus. 

## Biografie
Jose Clarin werd geboren op 14 december 1879 in Tagbilaran in de Filipijnse provincie Bohol. Zijn ouders waren Margarita Butalid en voormalig gouverneur Anecito Clarin. Hij voltooide zijn middelbareschoolopleiding aan het College of Cebu en begon na Filipijnse revolutie aan een bachelor-opleiding rechten aan het Escuela de Derecho in Manilla. Na het voltooien van deze opleiding in 1904 vestigde hij zich als advocaat in Cebu City waar hij gedurende drie jaar een praktijk opbouwde als advocaat.
In 1907 stelde Clarin zich op aandringen van medestanders kandidaat als afgevaardigde voor het 2e kiesdistrict van Bohol. Hij won deze verkiezingen voor het eerste Filipijns Huis van Afgevaardigden. Ook daaropvolgende verkiezingen werden allemaal door Clarin gewonnen. In 1916 werd hij namens het 3e senaatsdistrict gekozen in de nieuw opgerichte Senaat van de Filipijnen. Ook in de senaat wist hij diverse malen herkozen tot worden, waardoor hij zijn zetel bekleedde tot aan zijn overlijden. Van augustus 1933 tot 1935 was Clarin senaatspresident pro tempore, de plaatsvervangende senaatspresident.
Clarin overleed in 1935 op 55-jarige leeftijd en is nooit getrouwd. De gemeente Loculan in de provincie Misamis Occidental werd ter ere van hem omgedoopt in Clarin. Ook de gemeente Cang-ogong in Bohol werd ter ere van hem omgedoopt in Clarin.